# Mayagüez (plaats)
Mayagüez is een plaats (zona urbana) in het Amerikaanse unincorporated territory Puerto Rico, en valt bestuurlijk gezien onder gemeente Mayagüez.

## Demografie
Bij de volkstelling in 2000 werd het aantal inwoners vastgesteld op 78.647.

## Geografie
Volgens het United States Census Bureau beslaat de plaats een oppervlakte van 59,9 km², waarvan 54,2 km² land en 5,7 km² water.

## Plaatsen in de nabije omgeving
De onderstaande figuur toont nabijgelegen plaatsen in een straal van 72 km rond Mayagüez.

## Geboren
- Armando Riesco (5 december 1977), acteur
- Tanja Mercado (15 februari 1974), pornoactrice